# Hans Kollwitz

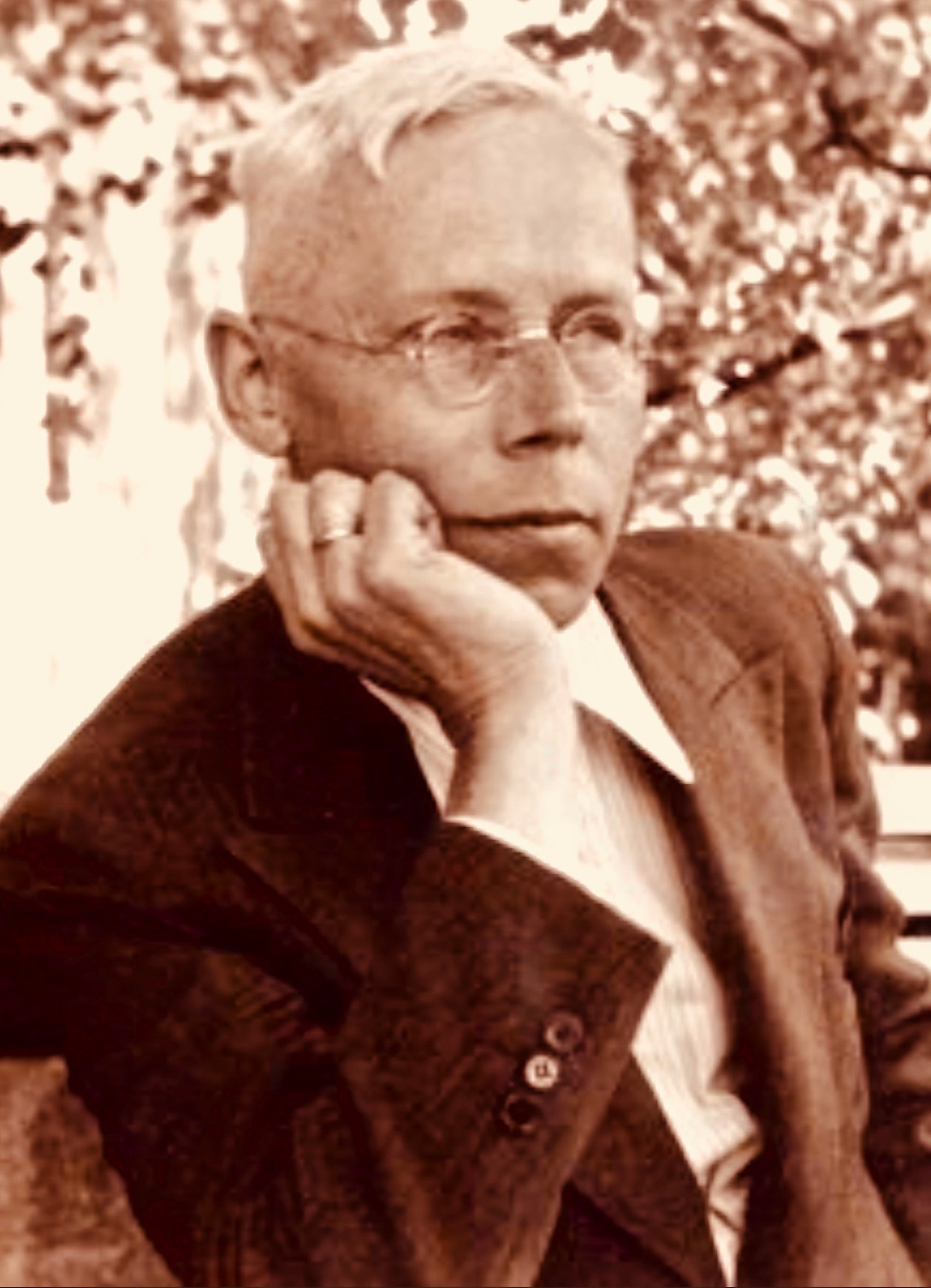
Hans Kollwitz omstreeks 1930

Hans Kollwitz (14 mei 1892 - 1971) was een Duits arts en uitgever.

## Biografie
Kollwitz was de oudste zoon van Karl Kollwitz en Käthe Kollwitz. Hij vocht in de Eerste Wereldoorlog, waarin zijn jongere broer, Peter Kollwitz sneuvelde op 23 oktober 1914 te Esen. Na de oorlog was hij arts in Berlijn en woonde hij bij zijn ouders. In 1919 huwde hij met Ottilie Ehlers. Samen kregen zij op 10 juli 1921 een zoon Peter, op 29 mei 1923 twee dochters, Jutta en Jordis, en in 1930 hun jongste zoon Arne. Arne Kollwitz was jarenlang uroloog en medisch directeur van het Franziskus-Krankenhaus in Berlijn.
In 1928 was Hans Kollwitz schoolarts. Zijn zoon Peter sneuvelde in 1942, op 19-jarige leeftijd, aan het Oostfront in Rusland.
Na de Tweede Wereldoorlog heeft hij zijn pensioen aangevraagd en heeft hij zich toegelegd op het publiceren van zijn moeders werk. In 1948 gaf hij haar eerste dagboek en brieven uit, later een boek met foto's van haar.

## Boeken
- Käthe Kollwitz, Tagebuchblätter und Briefe. Hrsg. von Hans Kollwitz. Berlin 1948
- Käthe Kollwitz, Briefe der Freundschaft und Begegnungen. Hrsg. von Hans Kollwitz. München 1966
- Käthe Kollwitz, Das plastische Werk. Fotos von Max Jacoby. Hrsg. von Hans Kollwitz. Mit einem Vorwort von Leopold Reidemeister. Hamburg 1967